# Cappella dei Mercanti (Turín)
La cappella dei Mercanti, Negozianti e Banchieri (capilla de los mercaderes, comerciantes y banqueros), más conocida como cappella dei Mercanti, es una capilla católica situada en el centro histórico de Turín, Italia.
La capilla, cuya construcción fue autorizada durante el siglo XVI, fue construida a finales del siglo XVII y la mayor parte de las obras de arte que contiene son originarias de los siglos XVII y XVII, de estilo barroco.
La sacristía alberga el Calendario Perpetuo construido por el ingeniero Giovanni Plana, una máquina informática primitiva.

## Historia y descripción
La Pía Congregación de Banqueros, Comerciantes y Mercaderes de Turín se constituyó en 1663 y construyó su propia capilla dentro del palacio de los jesuitas, en la manzana de San Paolo (propiedad de la propia congregación) en la Via Dora Grossa, actual Via Garibaldi. El espacio es adyacente a la Iglesia de los Santos Mártires, del siglo XVI, que fue atendida por los jesuitas. La capilla fue construida durante el rectorado del P. Agostino Provana (1680-1726). Inaugurada en 1692, la gran sala rectangular fue decorada en los años siguientes gracias a la dirección de Provana.
El tema de la decoración interior es la Epifanía, que representa la manifestación de Cristo a los poderosos de la tierra y en cuyo día la Congregación celebra su propia fiesta.
Los muros de la capilla presentan numerosas pinturas del siglo XVII, todas ellas inspiradas en el tema de los Reyes Magos de la Biblia. En la pared de la izquierda, Herodes con los Reyes Magos y los Reyes Magos ( circa 1694) de Sebastiano Taricco, Viaje de los Reyes Magos hacia Belén (circa 1694) de Luigi Vannier, Apertura de los tesoros de los Reyes Magos (circa 1705) de Stefano Maria Legnani ( llamado Legnanino), y Anuncio del ángel a los Reyes Magos hacia 1694) de Sebastiano Taricco . En la pared izquierda Aparición de la estrella a los Reyes Magos (1703) de Andrea Pozzo, El rey David medita sobre el misterio de la Epifanía (hacia 1695) de Stefano Maria Legnani, Masacre de los Inocentes (1703) de Andrea Pozzo, y Procesión de los Reyes Magos a Jerusalén (1712) de Niccolò Carone. Las pinturas se alternan con estatuas de madera marmórea realizadas por Carlo Giuseppe Plura entre 1707 y 1715 que representan papas y padres de la iglesia; Juan Crisóstomo, Gregorio Magno y San Ambrosio en la pared de la izquierda y San Jerónimo, San León Magno y San Agustín en la pared de la derecha. Plana también esculpió el busto de mármol de la Virgen a la izquierda del altar.
El altar data de 1797 y es obra de Michele Emanuele Buscaglione. A ambos lados hay dos relicarios, mientras que en la pared hay tres pinturas del pintor jesuita Andrea Pozzo: Natividad con pastores (hacia 1699), Adoración de los Reyes Magos (antes de 1694) y Huida a Egipto (hacia 1699). El techo barroco con frescos de Legnanino representa el cielo, los profetas, las sibilas y los episodios bíblicos y data de 1694-1695. El órgano de la pared frente al altar data del siglo XVIII.
En la sacristía se encuentran el retablo Adoración de los Reyes Magos (circa 1620) de Guglielmo Caccia (llamado Moncalvo), y un Piccolo Trono (1792) de Michele Brassiè, junto con un guardarropa de Natale Favriano de 1712. La sacristía alberga también el precioso Antependium y el archivo de la Congregación.
El 21 de enero de 2017 la capilla volvió a estar abierta al público tras un periodo de renovación.

## Calendario perpetuo
La sacristía contiene varios objetos sagrados, pero sobre todo el famoso Calendario Perpetuo de Giovanni Plana, una de las máquinas calculadoras más antiguas (está dotada de tambores giratorios y de un sistema de transmisión que permite la combinación correcta de las distintas informaciones contenidas en el sistema) que permite un cálculo calendárico preciso a lo largo de 4000 años a partir del año cero (incluyendo el cálculo de las lunaciones, los días de la semana y las fiestas cristianas).

## Galería

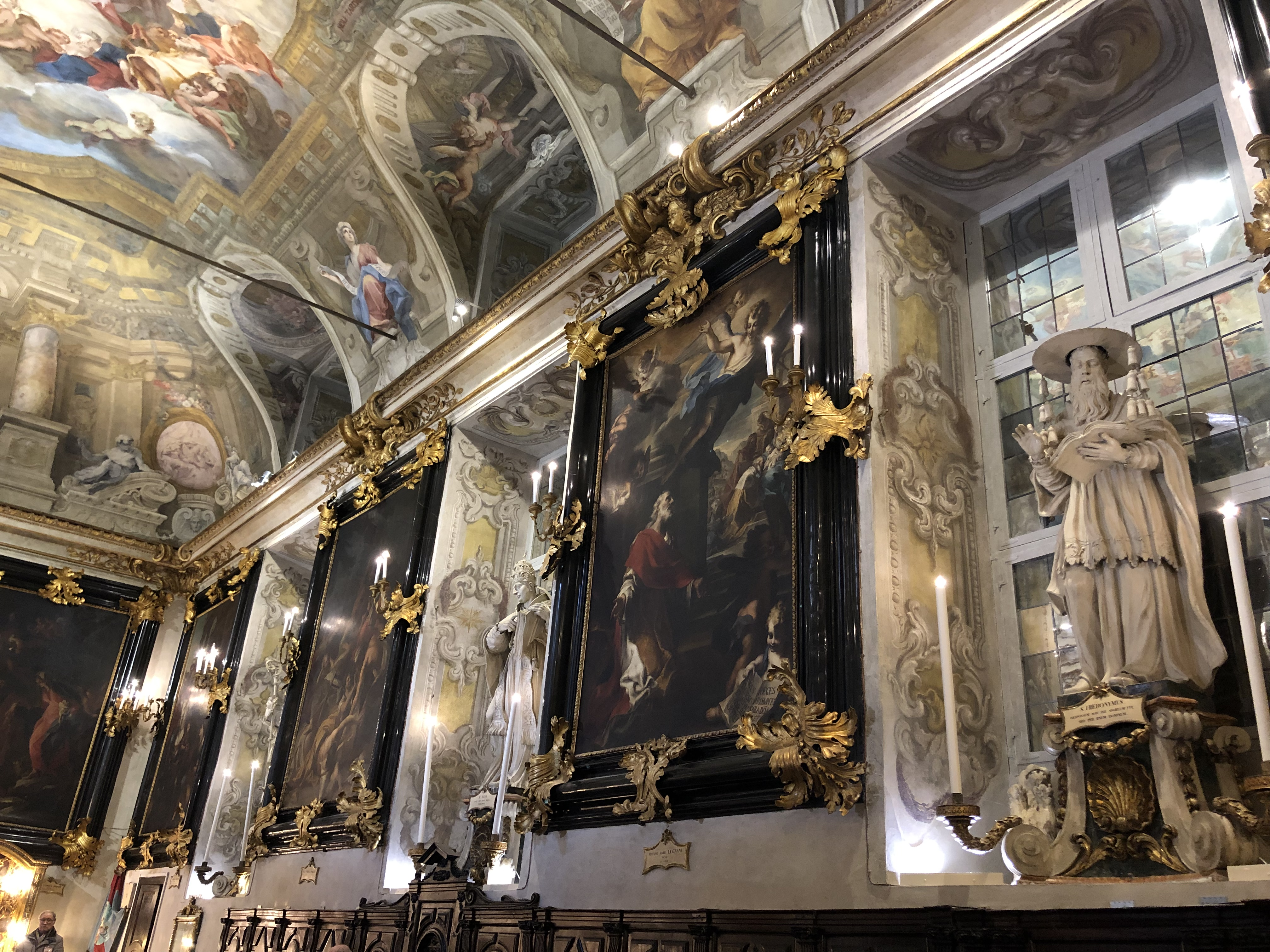
Pared derecha
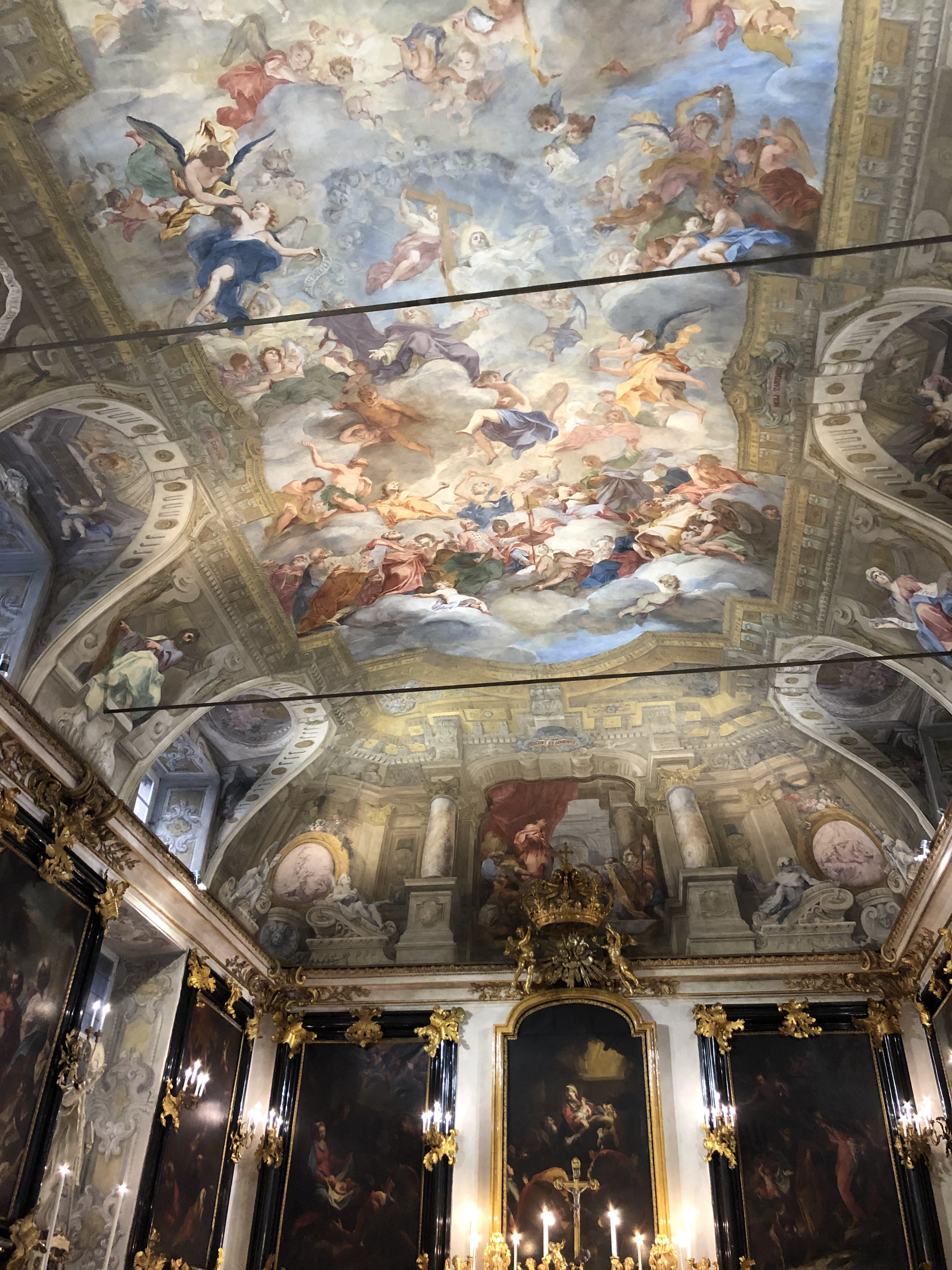
Techo con frescos de Stefano Maria Legnani
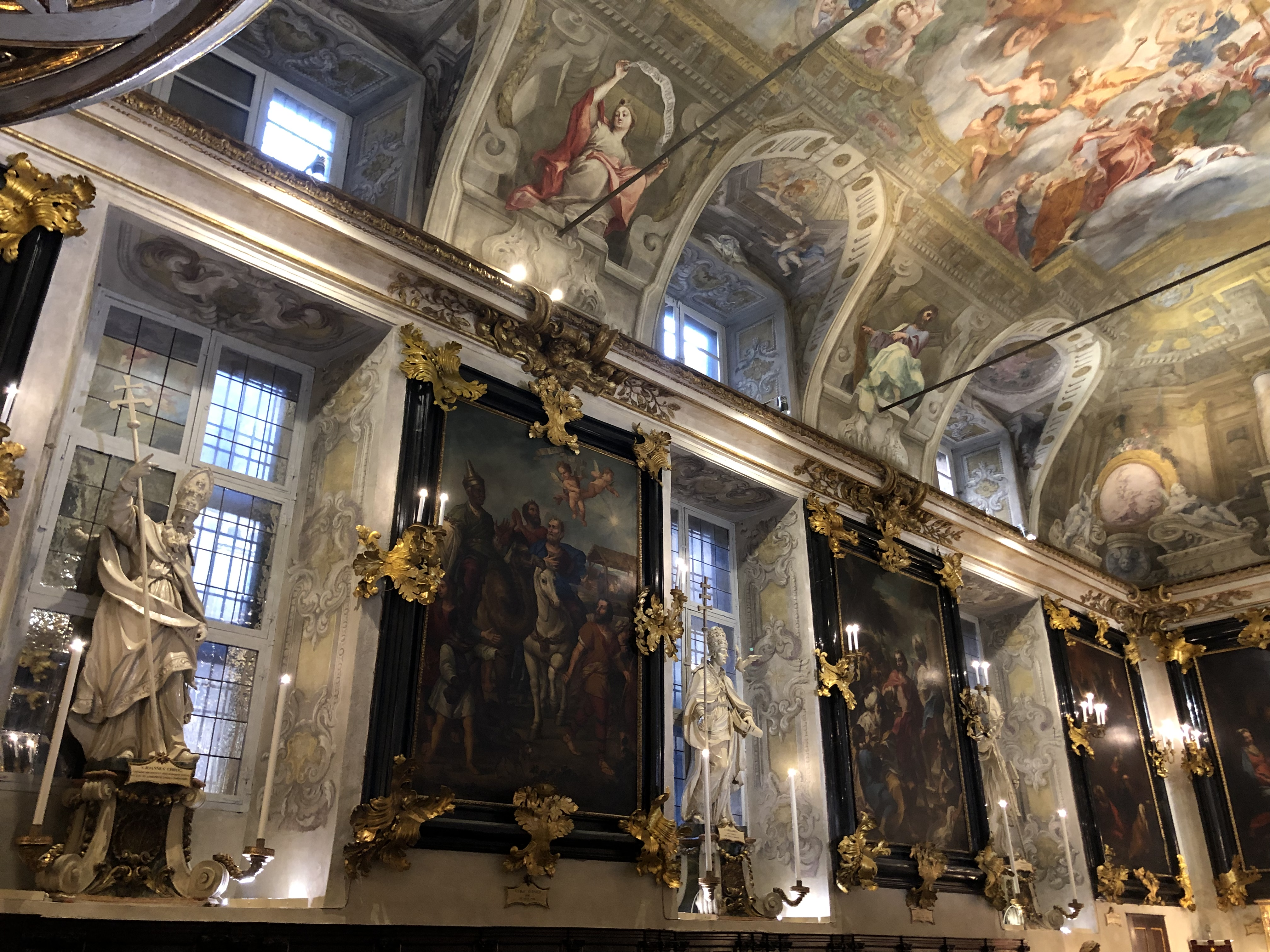
Pared izquierda
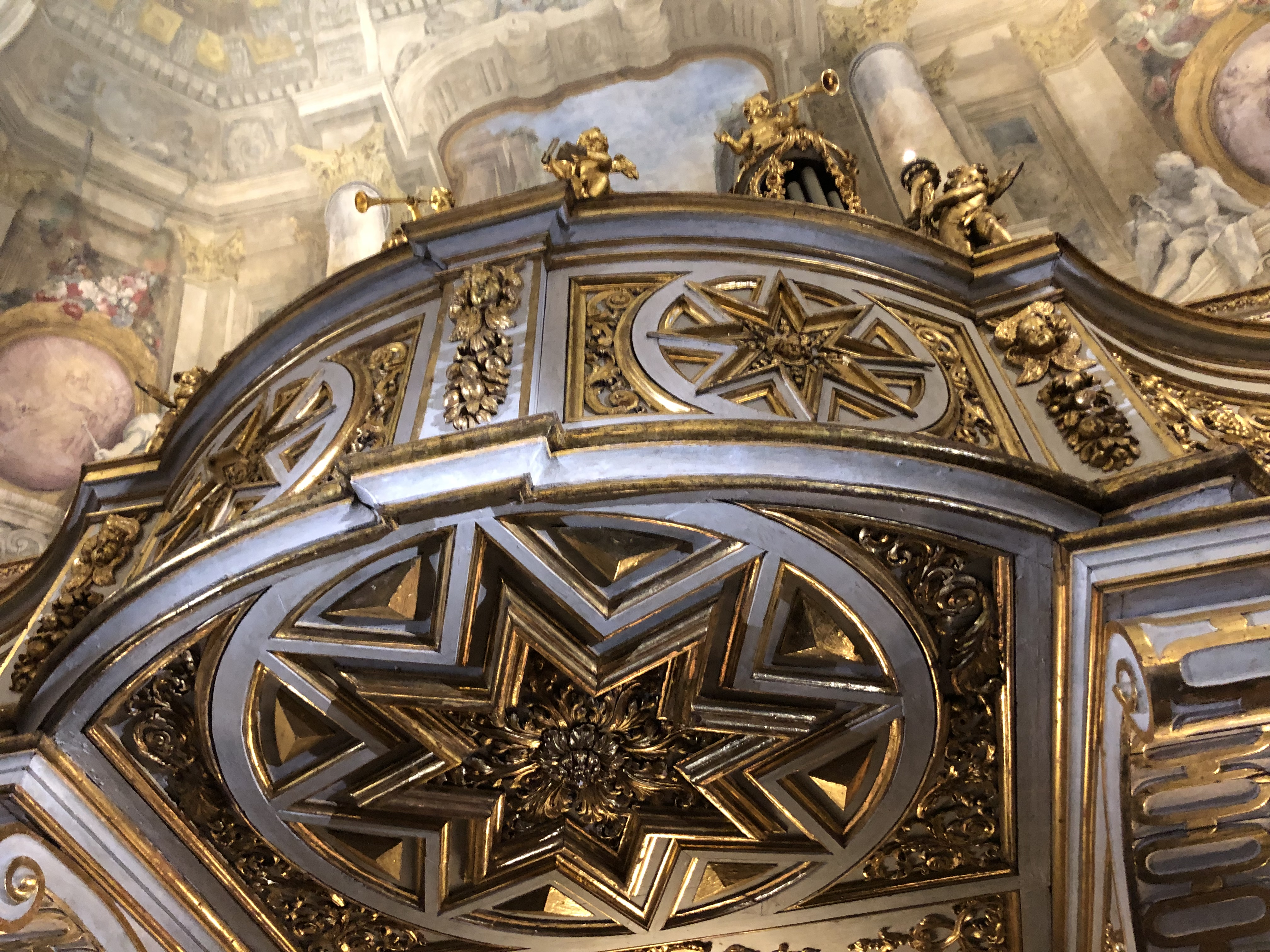
Órgano
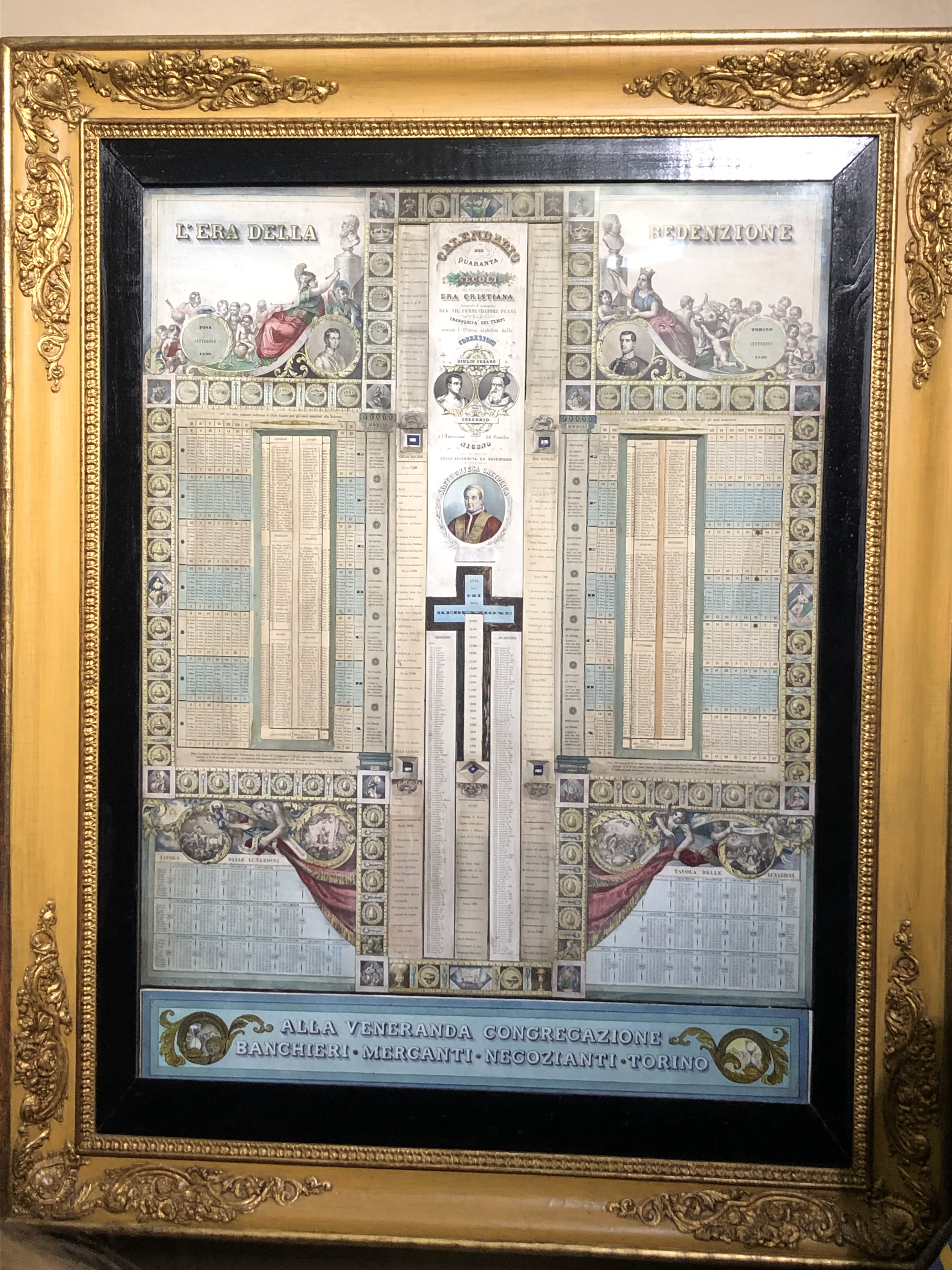
Calendario perpetuo
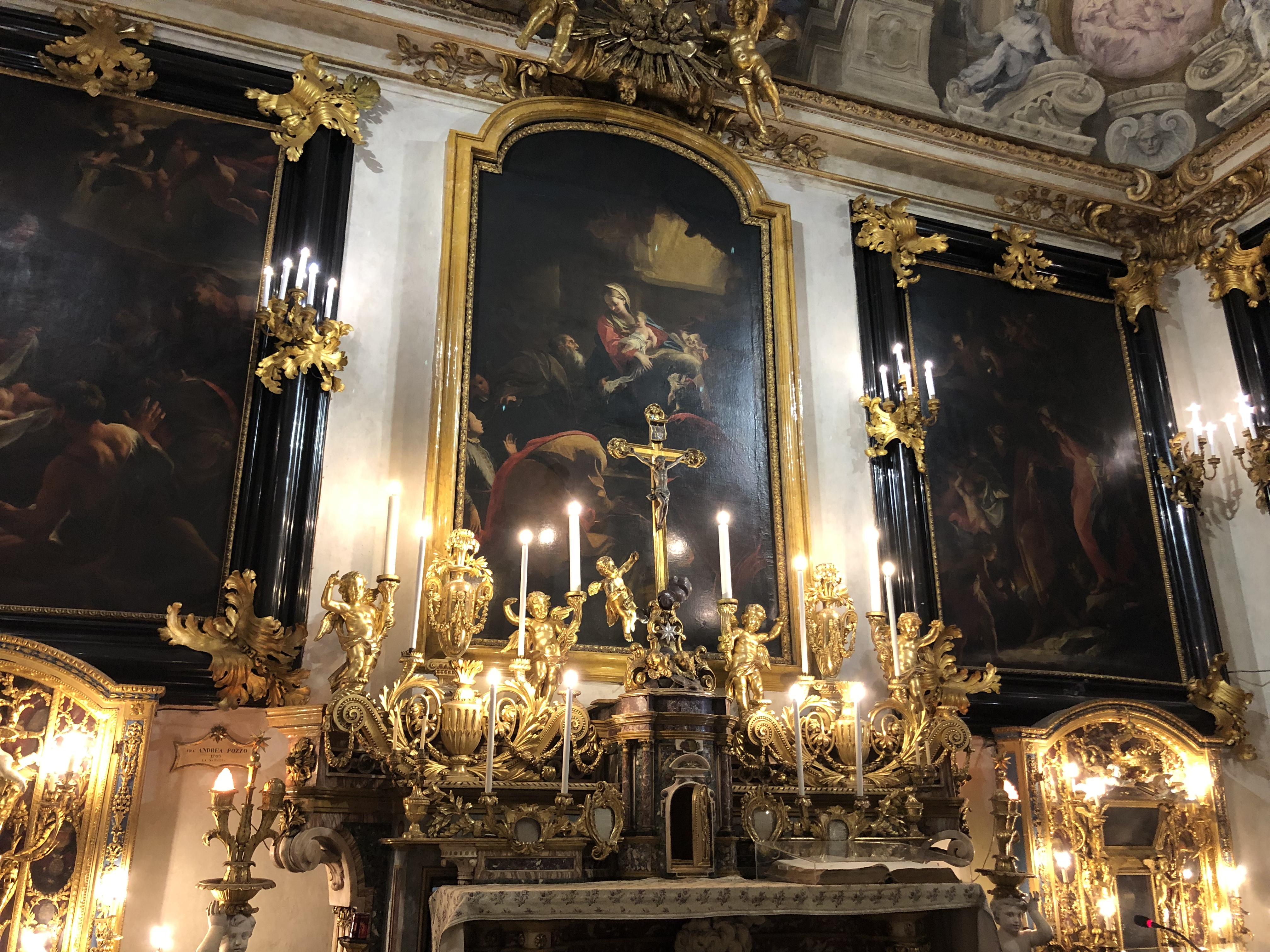
Altar con retablos de Andrea Pozzo